# Černýš hajní
Černýš hajní (Melampyrum nemorosum) je poloparazitická rostlina z rodu černýš (Melampyrum). Dříve se tento rod řadil do čeledi krtičníkovitých (Scrophulariaceae), nicméně podle nových molekulárních analýz byl zařazen do čeledi zárazovité (Orobanchaceae).

## Bližší popis
Vyskytuje se ve varietách: černýš hajní pravý (Melampyrum nemorosum var. nemorosum) a černýš hajní časný (Melampyrum nemorosum var. praecox Štech). Je dosti rozšířený v Evropě, převážně v lesních loukách listnatých lesů, od nížin do podhůří. Kvete od června (někdy již od května) do září. Je jednoletý, dosahuje výšky 10–50 cm. Stonek je přímý, mírně rozvětvený, při zemi pýřitý. Listy jednotlivé, vstřícné, úzké, 3–5 (i 10) cm dloulé, hrálovité, naspodu zaokrouhlené, dlouze zašpičatělé, celokrajné, velmi krátce (1–2 mm) řapíkaté, mladé (nezralé) listy sytě modrofialově zbarvené (zdáli vyvolávají iluzi květu), někdy na rozdíl od dospělých listů u špičky pilovité až zubaté, v dospělosti zelené. Květy v chudém klasu obráceny k jedné straně až jednotlivé, zlatožluté, až 2 cm dlouhé, v paždí listů, pyskaté (dolní pysk nesehnutý, o něco málo delší než vrchní), trubka dvakrát delší než koruna, dole rezavá. Prašníky jsou 3–3,3 mm dlouhé. Produkují poměrně velké množství nektaru. Plodem je tobolka, 0,6–0,7 cm dlouhá. Semena 0,5–0,6 cm dlouhá, 1,5–1,8 mm široká, načernalá. Rozmnožuje se semeny, která mají na svém povrchu masíčko (elaisom) sloužící jako zdroj potravy např. pro mravence, kteří semena roznášejí (myrmekochorie). V některých zemích (například v Litvě a na Ukrajině) je považován za léčivku. Pro tyto účely se používá kvetoucí nať, která obsahuje iridoidní sloučeninu aukubin, dále dulcit, alkaloidy, kyselinu askorbovou. V důsledku přítomnosti aukubinu rostlina při sušení černá. Od této specifické vlastnosti je odvozeno české rodové jméno "černýš".

## Galerie

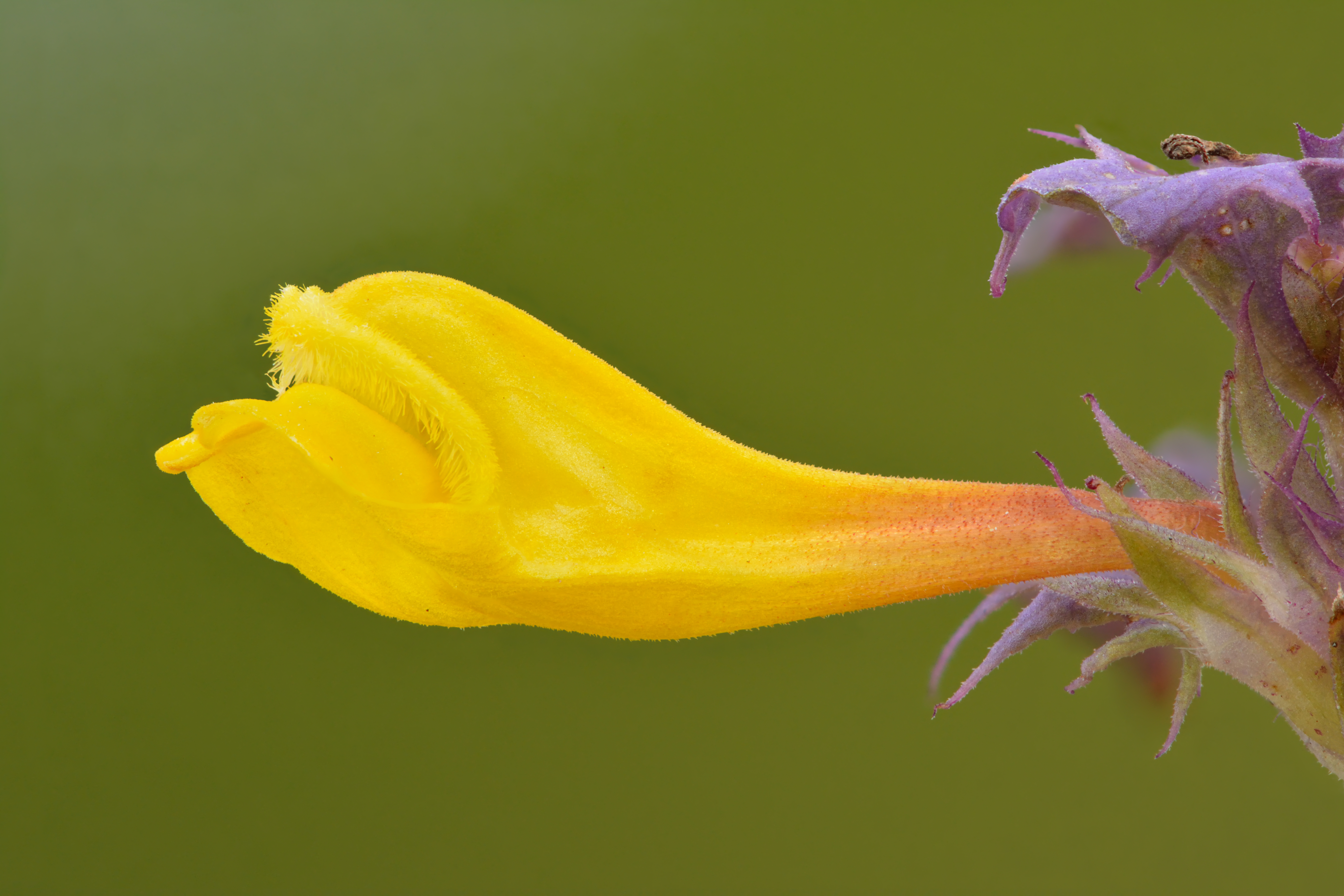
Květ
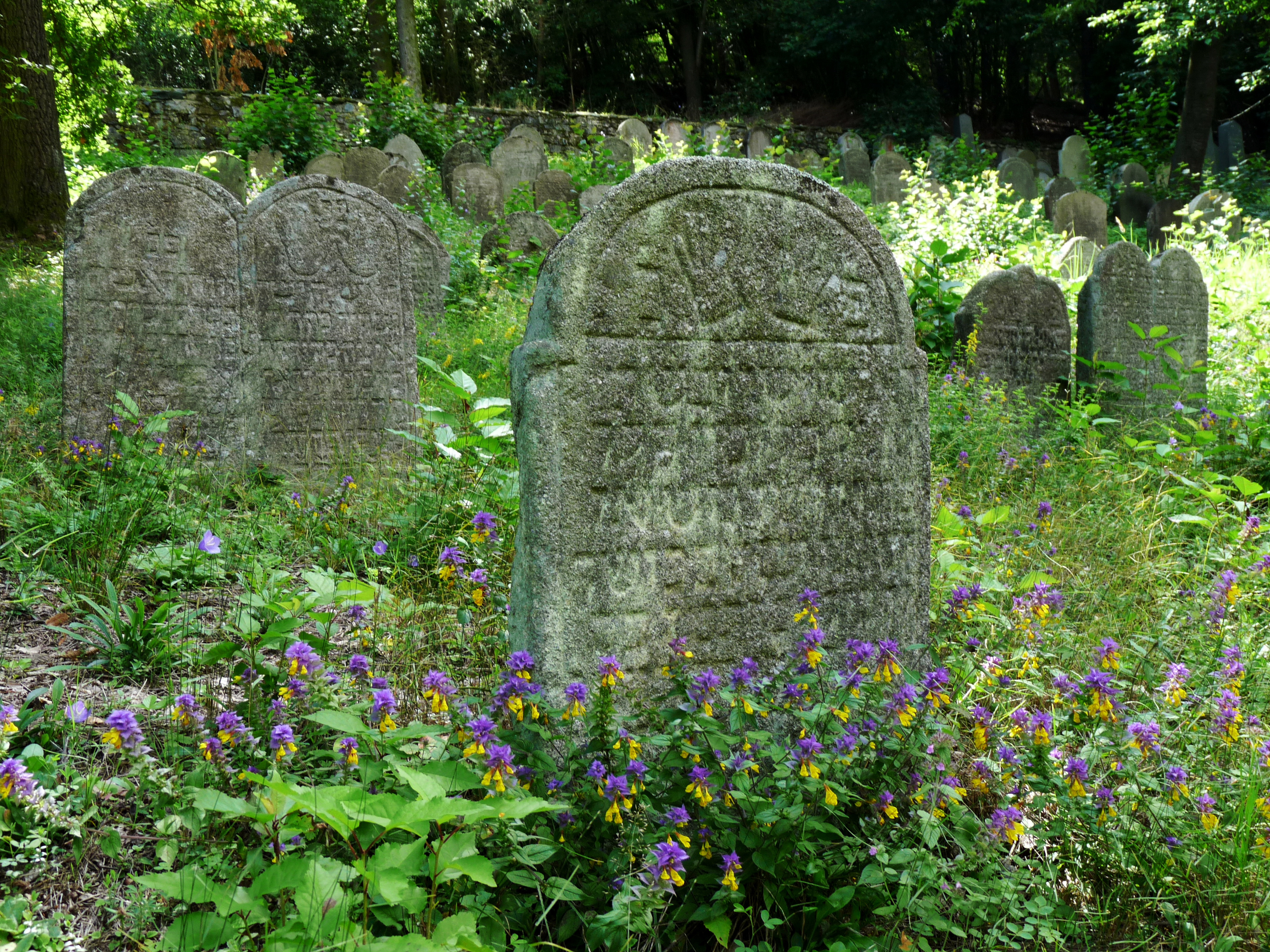
Černýš hajní na židovském hřbitově v Bohosticích